# 收敛酸
收敛酸（代号：TNR），又称斯蒂芬酸，是一种性质接近苦味酸的二元酸，具有一定的爆炸性，为生产常用起爆药斯蒂芬酸铅的主要原料。

## 物理性质
收敛酸属六方晶系，其晶胞参数为a=b=12.607nm，c=10.114nm，α=β=90°，γ=120°，外观一般呈棕黄色至棕红色，在乙醇溶液中生成的结晶则一般为淡黄色。收敛酸熔点约为176°C，工业制成品的熔点则一般为173至174°C，其密度约为1.83g/cm3。此外，一篇早期文献还提到该物质有涩味，无苦味和酸味，但该文献以阿魏等材料制取该酸，最终产率也仅为3%，其实际获得物质存疑。
收敛酸在水中的溶解度较小：15°C下每百克水仅能溶解0.45克该物质，25°C下该数值也仅为0.69克。然而，收敛酸的吸湿性较强，在相对湿度60%，25°C的环境中保存30至100小时，其吸湿量即会达到2%至3%。收敛酸在乙醇、乙醚、乙酸乙酯等有机溶剂中的溶解度较高，17°C下每百克乙醇可以溶解6.22克该物质，相近温度下10毫升丙酮则可溶解31.31克该物质。

## 化学性质
收敛酸的水溶液呈酸性，可以与铁、锌等活泼金属反应放出氢气，但其不会与铜、银、锡、铬等不活泼金属反应。

## 制备工艺
收敛酸的制备方法一般可以分为磺酸化和硝化两个步骤：间苯二酚先与硫酸反应生成2,4,6-三磺酸基间苯二酚，再在硝酸与硫酸混酸的作用下反应最终得到收敛酸。其流程可以简单表示为：
间苯二酚的磺酸化反应为放热反应，随着反应环境温度的升高，该步骤会发生多重副反应，最终导致酚羟基被氧化而使得制备目标产物失败。因此，该工序中需要严格控制温度低于35°C，最终即能从溶液中过滤得到红色的块状或稠胶状产物。
2,4,6-三磺酸基间苯二酚的硝化工序可以使用硝酸直接硝化或使用硝酸和硫酸的混酸进行硝化，后者相较前者具有一定的价格和安全优势：该方法可以节约较贵的硝酸并能使用一般钢铁容器反应，此外其还能一定程度减少温度剧增和局部高温所引发的危险。
除上述常规方法外，还有学者提出过以间苯二酚、亚硝酸钠和硫酸为原料制取2,4-二亚硝基-1,3-苯二酚（结构参见CID 135436540 PubChem的链接），再将该物质与硝酸共热制取收敛酸的方法，最终经适当处理可以获得纯度约80%的淡黄色立方体状产物，但该法未见于后续其他研究中。
含收敛酸的废水可采用有机化学工业中常规的物理、化学方法处理，此外，多个团队还开发出了数种新型处置手段。使用低温等离子体技术处理时，在最适实验条件下可于2小时内将浓度为61.72mg/L废水中的收敛酸完全降解。使用二氧化钛作光催化剂配合聚丙烯滤膜处理时，可在10天内降解10mg/L废水中约70%的收敛酸。

## 爆炸性能
收敛酸的氧平衡为-35.9%，属负氧平衡炸药，其爆热约为2843kJ/kg，爆容814L/kg，爆燃点约为223°C。
收敛酸爆炸性能较弱，对其含能材料潜力的研究大多集中于其金属盐及与其他物质组成的新型材料上。收敛酸的金属盐类被广泛用作炸药，其中铅盐已被大规模使用数十年，钾盐、铯盐、银盐、钡盐等也具有一定的爆炸能力。进入二十一世纪后，多个团队先后开发出了数种基于收敛酸的新型含能材料，如多种包含钠、铬、铯等金属和收敛酸的无铅环保含能配合物，为解决收敛酸铅和其他收敛酸的重金属配合物污染问题提供了解决方案，以及一种以氨基脲为配体，收敛酸为抗衡离子的高能钝感螯合物，其感度较低且燃烧热达-6298.6kJ/mol。